# Niobe

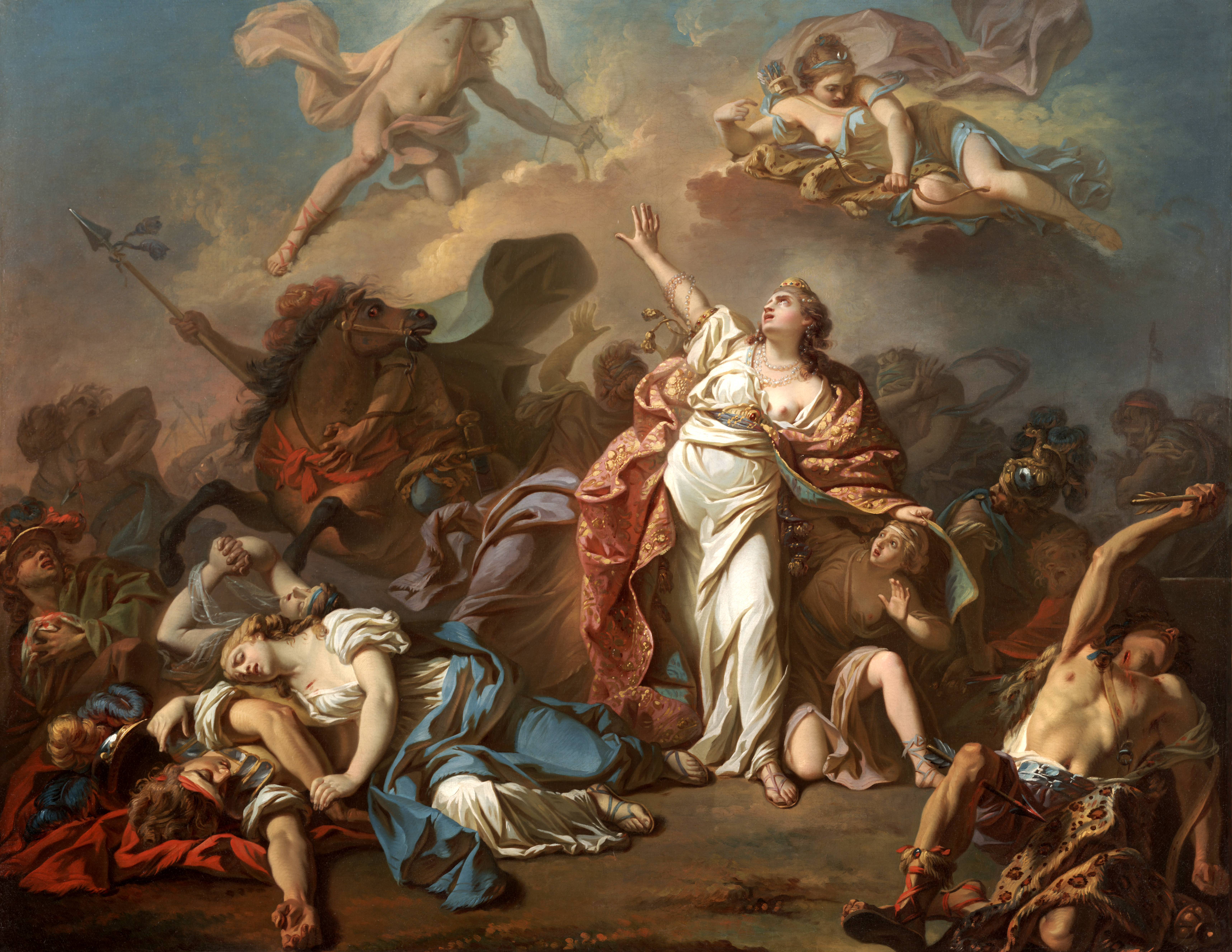
Bức tranh năm 1772 của Jacques-Louis David miêu tả Niobe đang cố gắng che chở cho các con của mình trước Artemis và Apollo.

Theo thần thoại Hy Lạp, Niobe là vợ của vua  Amphion trị vì thành Thebes bảy cổng. Nàng đã bị thần Apollo và nữ thần Artemis trừng phạt về tội ngạo mạn, đã khinh thị xúc phạm đến nữ thần Leto, mẹ của họ. Cả 14 người con 7 nam 7 nữ của nàng đã bị Apollo và Artemis bắn chết.